# Zylan Cheatham
Zylan Cheatham, né le 17 novembre 1995 à Phoenix dans l'Arizona, est un joueur américain de basket-ball évoluant aux postes d'ailier et ailier fort.

## Biographie
Le 21 juin 2019, il signe un contrat two-way avec les Pelicans de La Nouvelle-Orléans pour la saison à venir. Il est licencié par le Thunder d'Oklahoma City en décembre 2020.
Le 13 janvier 2022, il s'engage avec le Jazz de l'Utah.
En février 2022, il est de retour aux Pelicans de La Nouvelle-Orléans via un contrat de 10 jours mais n'y évoluera pas.
Il tente une dernière fois sa chance en National Basketball Association pendant la summer league avec les Bucks de Milwaukee.
Après ce nouvel échec en NBA Zylan pars en Europe avec le Bayern Munich où il finira la saison avec 9,8 points et 4,9 rebonds

## Palmarès
- 3e place au championnat des Amériques 2022